# Vitek
VITEK — российская торговая марка, принадлежащая компании Golder Electronics, под которой осуществляется контрактное производство бытовой техники, климатических систем и аудио-видеотехники.

## История

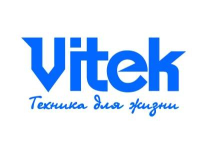
Логотип до 2008 года

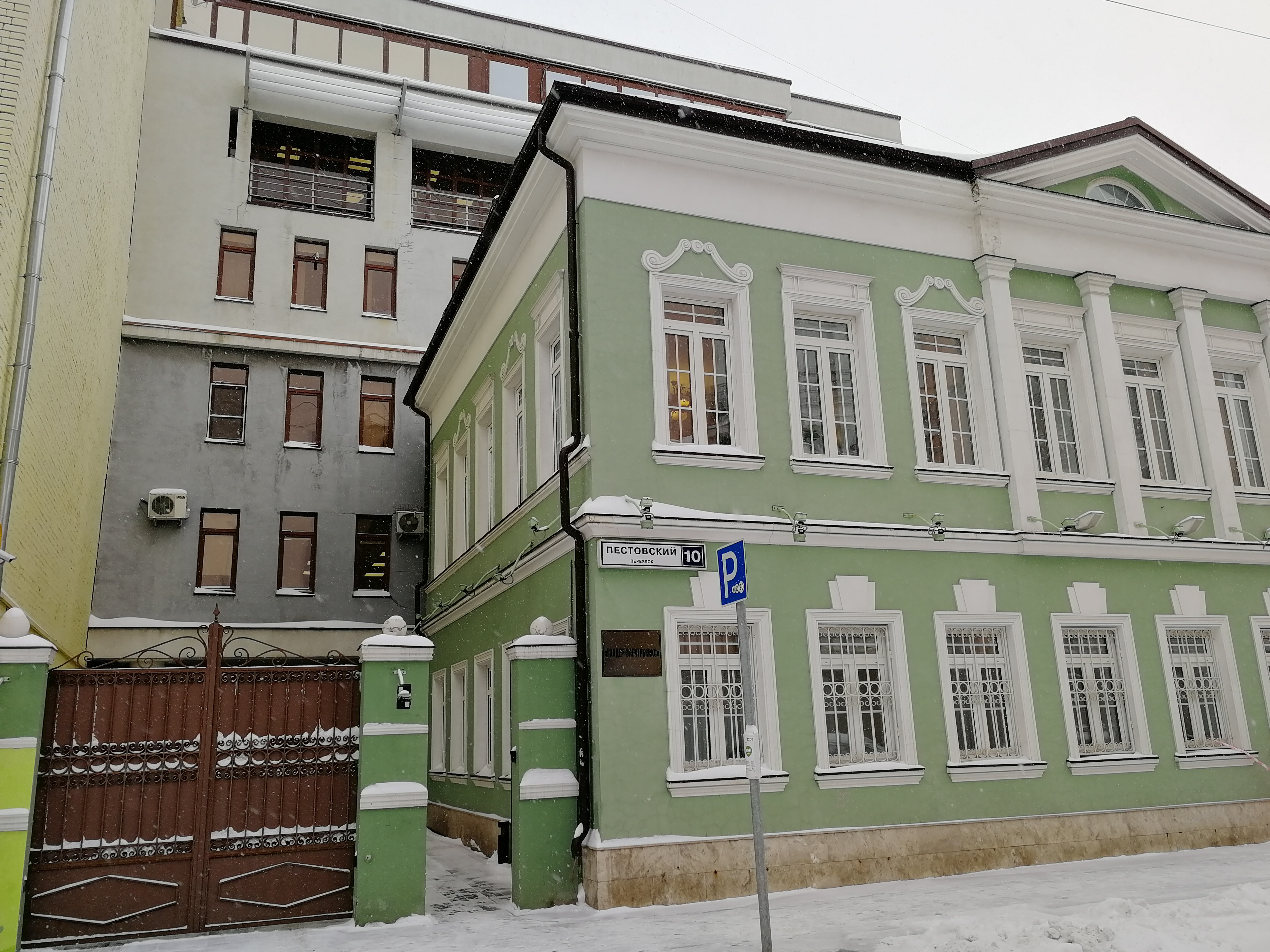
Москва, Пестовский переулок, дом 10 — штаб-квартира VITEK

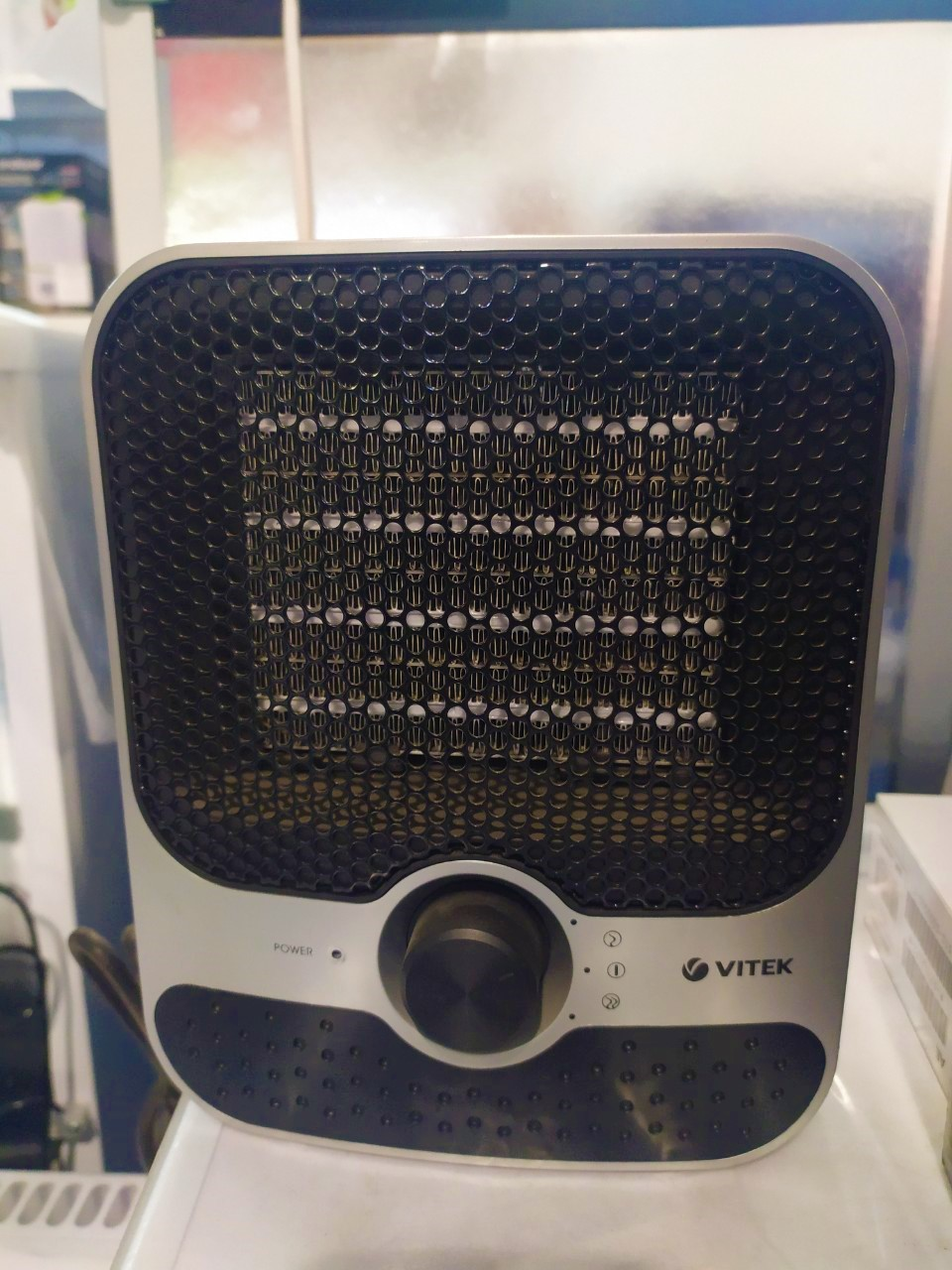
Тепловентилятор фирмы Витек

В 2000 году был зарегистрирован российский бренд Vitek, владельцем которого является компания Golder Electronics, принадлежащая предпринимателю Андрею Деревянченко. Изначально торговая марка Golder Electronics была зарегистрирована в Австрии для создания мнения, что Vitek — это техника из Австрии, и название торговой марки было «Vitek Austria». В 2003 году намек на австрийское «гражданство» из названия исчез, и марка стала называться просто «Vitek». 95 % продукции Golder Electronics производится в Китае и 5 % — в Турции. В 2006 году у компании было около 30 поставщиков, головные офисы которых расположены в Гонконге. В 2006 году Golder Electronics приобрела гонконгскую компанию Star Plus Ltd, с которой до этого сотрудничала более пяти лет. Имеющийся в компании Star Plus дизайнерский центр позволил создавать новые продукты Vitek наравне с московским офисом Golder Electronics. Также Star Plus является координатором процессов управления качеством продукции, производящейся в Юго-Восточной Азии.
В 2008 году Golder Electronics провела ребрендинг логотипа принадлежавшей ей торговой марки.
В планах Деревянченко, опубликованных в 2006 году, был выход с брендом Vitek на рынок Западной Европы, вскоре компания вышла на рынок Польши, Литвы, Латвии и Эстонии, но оборот по этим странам был небольшой и в 2011 году этот проект закрыли. По состоянию на 2010-е годы товары под маркой Vitek продаются во всех регионах России и странах СНГ.
4 июля 2024 года бренд Vitek был продан компании Merlion. 

### Показатели
В 2007 году рекламный бюджет Golder Electronics составил $5 млн при обороте $180 млн.
В 2008 году оборот компании составил $240 млн.
В 2009 году ассортимент под маркой Vitek составлял менее 350 наименований, а годовой объём кризисного 2009 года упал ниже оборота 2005 года и составил всего $90 млн.
В рейтинге «Forbes: 50 самых продаваемых российских брендов 2009 года» Vitek занял 42 место (продажи в России 8 млрд рублей).
В 2010 году по данным агентства Gallup Media, знание бренда населением составляло 47,4 %, и почти 30 % домохозяйств имели такую технику.
Исследования GFK в 2010 году показывают, что марка находилась на 5 месте по доле рынка чайников и утюгов в количестве проданных единиц техники (6 %), причем остальные четыре марки — зарубежные.